# Centro Nacional de Sismología
El Centro Nacional de Sismología (CNS‑UASD) es una dependencia de la Facultad de Ciencias de la Universidad Autónoma de Santo Domingo (UASD). A partir del año 1948, es la institución nacional encargada del monitoreo y mantenimiento de la red sísmica y acelerográfica de la República Dominicana.

## Historia institucional
Las labores sismológicas en la UASD iniciaron tras el terremoto de 1946, cuando la República Dominicana pidió apoyo a Estados Unidos para llevar a cabo estudios sismológicos. Como parte de las sugerencias, se estableció la Estación Central Sismológica en la Universidad de Santo Domingo, concluyendo su instalación en 1948.
El 18 de septiembre de 1981, la Resolución n.º 244 del Consejo Universitario le dio la categoría de Instituto Sismológico Universitario dependiente de la Facultad de Ciencias.
el 14 de agosto de 2013, la Resolución número 2013-173 cambió el nombre de la unidad a Centro Nacional de Sismología, aumentando sus roles en investigación, difusión y enseñanza.

## Seguimiento y reportes de eventos sísmicos
- 1946 – Terremoto y tsunami del poblado de Matanza. De acuerdo con el registro histórico del CNS-UASD, las olas superaron los 9 pies y de aproximadamente 300 viviendas de madera, únicamente 8 permanecieron en pie.[5]
- 2003 – Terremoto de Puerto Plata. El ISU registró el sismo de magnitud 6,4, que ocasionó daños en Santiago además de Puerto Plata.[6]
- 2010 – Terremoto de Haití y réplicas. El ISU informó a la prensa que el evento principal de magnitud 7,0 fue seguido por más de 300 réplicas y que ese organismo ha analizado unas 53 de las registradas en ese momento, alertando sobre la necesidad de preparación tanto en infraestructura como en educación a la ciudadanía.[7]

### Otros eventos recientes
El 29 de octubre de 2017, un movimiento telúrico de magnitud 5.0 tuvo su epicentro en Los Cacaos (San José de Ocoa) y fue sentido en diversas provincias; el CNS publicó un informe inicial en pocos minutos, proporcionando detalles de su epicentro, profundidad y precisando que el temblor fue de 4.8.
El 25 de febrero de 2025 se registró un temblor de magnitud 5.9 al noreste de Miches, de acuerdo con la información proporcionada por el Centro Nacional de Sismología, este sismo fue el más potente registrado en la República Dominicana en la última década, similar al que sucedió en 2019, también en la zona de Miches.
El instituto reportó un temblor de magnitud 4.5 , a unos 119.6 kilómetros al este de Miches y con más de 20 réplicas con magnitudes superiores a 3.0.

## Infraestructura y red de monitoreo
El Centro Nacional de Sismología opera la Red Sísmica y Acelerográfica Nacional.
- En agosto de 2017 inauguró nuevas y modernas estaciones en la Base Aérea de Sosúa Puerto Plata.[11]
- La red del Centro Nacional de Sismologia registrada en la FDSN documenta su parque de sismómetros y acelerógrafos.[12]
- Las estaciones cuentan con los principales instrumentos utilizados para evaluar la actividad sísmica en la República Dominicana.[13]